# Hedviga de Cappenberg
Hedviga, Hedwiga o Hadwigis de Cappenberg (m. Wesel, actual Renània del Nord-Westfàlia, Alemanya, ca. 1157) fou una religiosa alemanya, primera priora del monestir de Cappenberg (Renània del Nord-Westfàlia, Alemanya), el primer de l'Orde Premonstratès en terres germàniques. L'Església Catòlica la considera venerable.
El monestir havia estat fundat pel comte Jofre de Cappenberg qui, després de conquerir Münster i destruir-ne la catedral en el curs de la Lluita de les Investidures, va donar les seves possessions a Norbert de Xanten, fundador de l'Orde Premonstratenc, va renunciar a la vida mundana i es va retirar a un monestir. Poc després de 1122, va fundar un monestir per als premonstratencs en el seu castell de Cappenberg. El monestir era doble, amb una part per a homes i una altra per a dones, el Niederkloster, edificada molt a prop i on ingressaren la seva esposa Ida, filla de comte Frederic d'Arnsberg, i les seves germanes Gerberga i Beatriu.
La comunitat femenina cresqué i el monestir es traslladà a Oberndorf bei Wesel (actual Wesel, molt a prop) en 1145; en 1155, se'n consagrà la nova església. Hedviga hi excel·lí per la seva pietat, amor i humilitat. Va morir en llaor de santedat, cap al 1150. És venerada localment; la seva festivitat és el 19 de febrer.